# Magny-lès-Villers
Magny-lès-Villers település Franciaországban, Côte-d’Or megyében. Lakosainak száma 233 fő (2022. január 1.). Magny-lès-Villers Villers-la-Faye, Ladoix-Serrigny, Corgoloin, Échevronne és Pernand-Vergelesses községekkel határos.

## Népesség
A település népességének változása:
| Lakosok száma | 207  | 224  | 242  | 258  | 253  | 248  | 243  | 244  | 242  | 233  |
|               | 1968 | 1982 | 1990 | 2006 | 2013 | 2015 | 2017 | 2019 | 2020 | 2022 |